# Naif Hazazi
Naif Hazazi (Yeda, Arabia Saudita, 27 de julio de 1988) es un exfutbolista saudí. Jugaba de delantero y su último equipo fue el Al-Adalah FC.

## Clubes

### Al-Ittihad
Hazazi comenzó su carrera en el Al-Ittihad que estaba jugando para el Al-Ittihad Sub-17, pero debido a su talento hacia adelante, el belga Dimitri Davidovic el entrenador lo incluyó en el primer equipo, recibió una oferta del Sevilla, cuando estaba en viajes internacionales, sobre la admiración por su rendimiento, pero la oferta no rechazó el entrenador Manuel José para mantenerlo con el equipo.

#### 2006–2008
Hazazi comienza su carrera en el primer equipo en 2006. El 25 de enero de 2007, jugó el primer partido con el primer equipo contra el Al Nassr en la Copa Príncipe Faisal. El 1 de diciembre de 2007, Hazazi hacer su debut en la temporada como reserva de finales de la segunda mitad contra el Al-Hilal. Anotó también en contra de sirio Club Ittihad en la liga de campeones.

#### Temporada 2008–2009
A la salida del club de Idriss, Hazazi heredó su camiseta número 9. En la temporada 2008-09, Hazazi imponerse como un jugador clave para el primer equipo, El 12 de octubre, Hazazi jugó su primer partido como un jugador importante en la liga contra la Al-Shabab, anotó el primer gol y terminó con la victoria por 2-1. El 30 de noviembre, marcó el segundo gol de Hazazi a los 31 minutos y dio lugar a un penal para ganar el impacto contra el Abha 3-0. Hazazi causa del primer gol en el partido por asistir a Hicham Aboucherouane anotar contra el Al-Ahli. Emerged his skills, especially, when he scored 2 goals against Al-Watani in a 7–2 victory. Hazazi también demostró que "el nuevo Majed Abdullah", donde sorprendió a todos después de anotar el segundo gol de una manera impresionante en el minuto 43 contra el Al-Shabab en un won 4-0. El 20 de diciembre, Hazazi gestionar milagro de anotar el empate en los últimos minutos del partido contra Al Hazm.
el último partido de Al-Ittihad Jeddah en contra de Al Hilal en la temporada de la pro liga, abrió el partido con un gol de uno en el minuto 18. El partido terminó con un 2-1 y se coronó campeón de la Al-Ittihad por octava vez en su historia. 11 de mayo en la Copa de Campeones de distancia-partido, un gol en contra de un Al-Hazm como el único gol del partido para hacer la diferencia 1-0. El 15 de mayo, jugó en contra de Al-Shabab, sin contribuir a que la victoria. Perdió 0-4 de Al-Shabab en la final de copa. Hazazi Sustituido Renato en la AFC Champions League contra el Esteghlal. Él también jugó en contra de Al-Jazira, que jugó contra Umm-Salal partido completo y marcó un 'hat-trick' de 7-0. Ronda de 16, juega en contra de Al-Shabab, Él toma la bola al compañero Hicham Aboucherouane para marcar el segundo gol en el juego.

#### Temporada 2009–2010
jugó dos partidos sin ningún gol. El 26 de agosto, jugó en contra de Al-Qadisiya y anotó tres goles en el 7-1 ganó, para convertirse en el segundo 'hat-trick en su historia. Naif Hazazi estado en esta temporada por una lesión del ligamento cruzado y se perdió el impacto de un período de 6 meses. El 28 de abril, con la espalda primer juego de una lesión después del ligamento cruzado anterior en contra de la Esteghlal, y entró como sustituto en la segunda mitad después de la mejora de la lesión. 3 de mayo, entró en el sustituto de Hazazi en la segunda mitad y fueron capaces de convertir Hazazi el juego después de anotar un gol para calificar en tiempo extra contra los Al-Shabab. Hazazi jugar la final de la Saudita Copa del Rey también es un sustituto de la Hilal, ganó su primer penalti 5-4.

#### Temporada 2010–2011
En la temporada 2010-11, anotando 12 goles en 22 partidos en la Zain liga, Total en todas las competiciones fueron capaces de anotar 18 goles en 39 apariciones. Después de 6 partidos jugados en la competición del Liga de Campeones sin necesidad de registrarse una meta. El 14 de agosto, anotó su primer gol de la temporada a través de un tiro raro pasó entre las manos del portero del club de Ettifaq. Él anotó en contra de Najran SC en la Ronda 4. El 29 de agosto, Hazazi que el tercer 'hat-trick en su historia contra el Al-Hazm en un won 4-0, Él también ayudar a la meta cuarto. Hazazi juego contra el Al-Ahli y la fabricación de un colega Abdul Malik Ziaya el primer gol, fue sustituido por Mohammed Nour afectada por una lesión. El 22 de septiembre, Hazazi anotó el primer gol con un disparo desde fuera del área penal en contra de Al Raed en la victoria por 2-1. Hazazi anotó el único gol contra el Al-Qadisiya, anotó el pasado correctamente por fuera de juego. Anotó dos goles contra el shabab, el partido terminó en un resultado positivo dibujar. Hazazi obtener una tarjeta roja antes del final del juego unos pocos minutos contra el Nassr, una exclamación de la resolución respondió al Regla de con una sonrisa. Hazazi jugó su primer partido como suplente en la temporada contra el Faisaly. El 7 de marzo, anotó el primer gol Naif Hazazi y provocar un penalti contra el Al Raed para ayudar en la victoria por 3-0. El 10 de abril, Hazazi anotó el gol de la victoria tras el descanso el empate contra el Al Wahda. El 15 de mayo, en su último partido en la liga, lo que hace la pelota a Mohamed Nour para anotar el primer gol contra los Al-Shabab. El 25 de mayo, Nayef Hazazi los ingresos como una alternativa y fueron capaces de hacer la pelota a su colega Mohamed Rashed para empatar en 3-3 contra el Al Nassr. En la meta de salida, registro de Hazazi es calificar el empate a través de un cabezazo. El 19 de junio, Hazazi anotó el primer gol por un cabezazo en contra el Hilal. Perdió la final en los penaltis contra el Ahli 2-4.

## Enlaces Externos
- Wikimedia Commons alberga una categoría multimedia sobre Naif Hazazi.

- Datos: Q1317911
- Multimedia: Naif Hazazi / Q1317911